# Список эпизодов мультсериала «Рыбология»
Здесь предоставлен список американского диснеевского мультсериала «Рыбология», вышедшего на экраны 24 сентября 2010 года. Сериал транслировался на американском канале Disney Channel. В России — на российском Канале Disney.

## Список серий
| Сезон | Сезон | Количество серий | В эфире                          | В эфире         |
| Сезон | Сезон | Количество серий | Премьера                         | Конец           |
| ----- | ----- | ---------------- | -------------------------------- | --------------- |
|       | 1     | 21               | 3 сентября 2010 24 сентября 2010 | 21 октября 2011 |
|       | 2     | 22               | 4 ноября 2011                    | 21 июня 2013    |
|       | 3     | 16               | 7 июня 2013                      | 4 апреля 2014   |

### Сезон 1 (2010—2011)
| № общий | № В сезоне | Название                                                                                                   | Режиссёры                   | Сценаристы                                                                        | Дата выхода      | Зрители в США (млн) |
| --- | ---------- | --- | --------------------------- | --------------------------------------------------------------------------------- | ---------------- | ------------------- |
| 1(а) | 1(а)       | «Bea Stays in the Picture» «Би ничто не остановит»                                                         | Максвелл Этомс              | Тим МакКеон, Максвелл Этомс                                                       | 3 сентября 2010  | 4.8                 |
| Би считает, что она плохо получается на фото для школьного альбома, и пытается выпросить его у Клементы. Однако она отказывается. Тогда Би и Майло решают пробраться в редакцию альбомов. Они ещё не знают, что она наполнена разными ловушками. В это время Оскар пытается отвлечь Клементу... |            | |                             |                                                                                   |                  |                     |
| 1(б) | 1(б)       | «Fish Out of Water» «Жизнь за периметром»                                                                  | Максвелл Этомс              | Джастин Ройланд, Алекс Хирш, Йен Васселюк                                         | 24 сентября 2010 | 3.0                 |
| Майло решает в одиночку выбраться из аквариума в своём «земном костюме», поэтому Оскару и Би приходится идти на риск, чтобы спасти его. В итоге все трое оказываются «выброшенными на берег» зоомагазина, где их поджидает кот Уилфред. Майло нужно забыть про эгоизм, чтобы спасти друзей. |            | |                             |                                                                                   |                  |                     |
| 2(а) | 2(а)       | «Fish Sleepover Party» «Вечеринка с ночёвкой»                                                              | Уильям Риис                 | Джастин Ройланд, Уильям Риис                                                      | 24 сентября 2010 | 3.0                 |
| Би вместе с девчонками устраивает девичник, а Майло и Оскар решают что Би больше не хочет с ними общаться. Тогда они переодеваются девчонками и пробираются на вечеринку. Но Би и её подруги догадываются что это переодетые мальчишки, и они решают наказать их... |            | |                             |                                                                                   |                  |                     |
| 2(б) | 2(б)       | «Happy Birthfish Jocktopus» «Подарок Джоктопуса»                                                           | Максвелл Этомс              | Жаклин Бускарино, Максвелл Этомс                                                  | 8 октября 2010   | N/A                 |
| Майло и Би решают сделать школьному непоседе Джоктопусу подарок на День рождения, но нечаянно выдают секрет Оскара. Джоктопус использует Оскара в своих хулиганских делишках, а Майло и Би берёт на мушку. |            | |                             |                                                                                   |                  |                     |
| 3(а) | 3(а)       | «Doris Flores Gorgeous» «Дворис Полис Хлорис»                                                              | Уильям Риис                 | Жаклин Бускарино, Дерек Эваник                                                    | 1 октября 2010   | 3.9                 |
| Оскару кажется, что все в школе с кем-то встречаются, и он выдумывает себе девушку по имени Дворис Полис Хлорис. Но всё переворачивается с ног на голову, когда Майло и Би решают познакомиться с ней, чтобы посмотреть, как далеко Оскар может зайти в своём вранье. |            | |                             |                                                                                   |                  |                     |
| 3(б) | 3(б)       | «Underwater Boy» «Водонос»                                                                                 | Максвелл Этомс              | Энди Рейнголд, Алекс Алмагер, Максвелл Атомс, Уильям Риис                         | 1 октября 2010   | 3.9                 |
| Майло хочет прославиться и пробует попасть в школьную футбольную команду. Его берут водоносом. Во время выездной игры в аквариуме гекконов Майло осознаёт, насколько он важный член команды, и выбегает на поле, спасая своих товарищей от неминуемого поражения. |            | |                             |                                                                                   |                  |                     |
| 4(а) | 4(а)       | «Bea Becomes an Adult Fish» «Би становится взрослой»                                                       | Уильям Риис                 | Жаклин Бускарино, Ники Янг, Уильям Риис                                           | 15 октября 2010  | 2.6                 |
| Би решает стать взрослой и устраивается на работу но ей не хватает прежней беззаботной жизни. А Оскара и Майло по ошибке принимают за малышей и отправляют в детский сад.. |            | |                             |                                                                                   |                  |                     |
| 4(б) | 4(б)       | «Doggonit» «Собачья жизнь»                                                                                 | Максвелл Этомс              | Тим МакКеон, Карл Фаруоло                                                         | 15 октября 2010  | 2.6                 |
| Оскар не обращает внимания на Майло, и тот решает завести себе нового друга — пса Мёрфи. Когда Оскар соглашается присмотреть за Мёрфи, пёс пропадает., Теперь Оскару предстоит его отыскать. |            | |                             |                                                                                   |                  |                     |
| 5(а) | 5(а)       | «Fail Fish» «Отстал от стаи»                                                                               | Уильям Риис                 | Тим МакКеон, Йен Васселюк                                                         | 5 ноября 2010    | N/A                 |
| Оскар и Би помогают Майло с подготовкой к экзамену, чтобы того не оставили на второй год. После провального семестра они обнаруживают, что Майло способен воспринимать информацию, только если его жизни что-нибудь угрожает. Друзья убеждают Майло, что он в опасности, и в это время подсовывают ему вопросы по учёбе. |            | |                             |                                                                                   |                  |                     |
| 5(б) | 5(б)       | «Funny Fish» «Рыбка с улыбкой»                                                                             | Карл Гринблатт              | Энди Рейнголд, Клэйтон Морроу                                                     | 27 ноября 2010   | N/A                 |
| Оскар решает развить чувство юмора, потому что ему не кажется смешным то, над чем смеются остальные. Чтобы быть в теме, Оскар начинает смеяться надо всем. Однако хохотать над тем, как споткнулся и упал школьный хулиган, всё же не стоило… |            | |                             |                                                                                   |                  |                     |
| 6(а) | 6(а)       | «Queen Bea» «Королева танцев»                                                                              | Карл Гринблатт              | Тим МакКеон, Дерек Эваник                                                         | 29 октября 2010  | N/A                 |
| Би боится, что её не выберут королевой танцев, если одноклассники узнают, что сопровождать её будут родители. Она уговаривает Майло и Оскара устроить фальшивый вечер специально для её родителей, а сама всё время мечется между двумя вечеринками. |            | |                             |                                                                                   |                  |                     |
| 6(б) | 6(б)       | «Baldwin the Super Fish» «Балдуин-Суперрыба»                                                               | Уильям Риис                 | Тим МакКеон, Карл Фаруоло                                                         | 3 декабря 2010   | 2,7                 |
| Майло и Оскар замечают странное сходство между учителем мистером Балдуином и их любимым героем комиксов. Они убеждены, что мистер Балдуин ведёт двойную жизнь. Проследив за ним в течение дня, Майло решает, что нужно попасть в опасную ситуацию, чтобы учитель открыл им свою супергеройскую сущность. Тем временем Би, получив журналистское задание, вот-вот добудет сенсационный материал. |            | |                             |                                                                                   |                  |                     |
| 7(а) | 7(а)       | «Milo Gets a Ninja» «Майло знакомится с ниндзя»                                                            | Карл Гринблатт              | Алекс Альмагер, Дерек Эваник, Карл Гринблатт                                      | 7 января 2011    | N/A                 |
| Майло знакомится с сиамской боевой рыбкой и с её помощью хочет проучить Джоктопуса. Но дружба с ниндзя превращает самого Майло в грозу школы. |            | |                             |                                                                                   |                  |                     |
| 7(б) | 7(б)       | «Dances with Wolf Fish» «Танцы с рыбоволками»                                                              | Уильям Риис                 | Жаклин Бускарино, Ники Ян                                                         | 10 декабря 2010  | 2,5                 |
| Майло и Оскар сильно ссорятся из-за беспорядка, который разводит Майло, и оба решают найти нового соседа по комнате. В итоге Майло съезжается с рыбоволком, который оказывается таким же грязнулей, а Оскар соседствует с директором Стиклером, и это заканчивается не очень хорошо. |            | |                             |                                                                                   |                  |                     |
| 8(а) | 8(а)       | «Hooray for Hamsterwood» «Да здравствует Грызвуд»                                                          | Карл Гринблатт              | Жаклин Бускарино, Дайана Лафьятис                                                 | 17 декабря 2010  | N/A                 |
| Би расстраивается из-за того, что не стала актрисой, и Майло придумывает для неё собственное шоу на Грыз-ТВ. Это шоу продюсирует известный мистер Ниблс, а ведёт его Памела Грызунья. Би, Майло и Оскар отправляются в звёздный Грызвуд. Только теперь они понимают, это реалити-шоу, где хомяки поедают рыб, а Би выступает в роли корма! |            | |                             |                                                                                   |                  |                     |
| 8(б) | 8(б)       | «The Tale of Sir Oscar Fish» «Сказка о сэре Оскаре Великолепном»                                           | Уильям Риис                 | Тим МакКеон, Йен Васселюк                                                         | 17 декабря 2010  | N/A                 |
| После удара головой Оскар думает, что находится в мире своего фантастического романа. Там он встречает средневековых двойников своих друзей по школе. По-настоящему опасно становится, когда Оскар вступает в схватку с драконом и понимает, что этот мир — реальность, а не вымысел. |            | |                             |                                                                                   |                  |                     |
| 9(а) | 9(а)       | «Fishing for Compliments: The Albert Glass Story» «Как напроситься на комплимент: история Альберта Гласса» | Карл Гринблатт              | Джастин Ройланд, Карл Фаруоло                                                     | 29 января 2011   | N/A                 |
| После удара головой Оскар думает, что находится в мире своего фантастического романа. Там он встречает средневековых двойников своих друзей по школе. По-настоящему опасно становится, когда Оскар вступает в схватку с драконом и понимает, что этот мир — реальность, а не вымысел. |            | |                             |                                                                                   |                  |                     |
| 9(б) | 9(б)       | «Dropsy!» «Водянка!»                                                                                       | Уильям Риис                 | Джеки Бускарино, Йен Васселюк, Нил Граф                                           | 21 января 2011   | N/A                 |
| После удара головой Оскар думает, что находится в мире своего фантастического романа. Там он встречает средневековых двойников своих друзей по школе. По-настоящему опасно становится, когда Оскар вступает в схватку с драконом и понимает, что этот мир — реальность, а не вымысел. |            | |                             |                                                                                   |                  |                     |
| 10(а) | 10(а)      | «Big Fish» «Рыбка-великан»                                                                                 | Карл Гринблатт              | Райан Рилли, Дерек Эваник                                                         | 4 февраля 2011   | N/A                 |
| Майло начинает ходить на гимнастические занятия с Би, но оказывается самым слабым в группе. Джамбо рассказывает Майло о секретном методе, который поможет стать сильнее. Однако у этого способа есть побочный эффект. |            | |                             |                                                                                   |                  |                     |
| 10(б) | 10(б)      | «The Dark Side of the Fish» «Тёмная сторона рыбы»                                                          | Уильям Риис                 | Мистер Уобертон, Блейк Лемонс, Уильям Риис                                        | 11 февраля 2011  | N/A                 |
| Оскар рассказывает в классе стихотворение, которое пугает его товарищей. Чувствуя, что Майло и Би его не понимают, Оскар становится рыбой-готом и сближается с компанией, в которую входит Блик Молли. Майло и Би пытаются вернуть Оскара. |            | |                             |                                                                                   |                  |                     |
| 11(а) | 11(а)      | «Fish Floaters» «Парадная платформа»                                                                       | Карл Гринблатт, Уильям Риис | Джеки Бускарино, Джастин Ройланд, Диана Лафьятис                                  | 25 февраля 2011  | N/A                 |
| Вечное противостояние девчонок и мальчишек. На этот раз предмет спора — оформление платформы для предстоящего парада. Кто победит, мальчики и их крутость или девочки и их красота? Решит это директор Стиклер. |            | |                             |                                                                                   |                  |                     |
| 11(б) | 11(б)      | «Dollars and Fish» «Деньги и рыбки»                                                                        | Карл Гринблатт, Уильям Риис | Джеки Бускарино, Джастин Ройланд, Нил Граф                                        | 18 февраля 2011  | 3,7                 |
| Рэнди Пинчерсон одалживает Майло немного денег, чтобы тот смог сходить на концерт Брэндона Пузыря вместе с друзьями. К удивлению Майло, эти деньги оказываются самым настоящим займом, и Рэнди хочет получить утроенную сумму к ночи. Оскар и Би продают свои билеты, чтобы помочь Майло, и тот решает, что должен найти работу, чтобы вернуть уважение друзей. |            | |                             |                                                                                   |                  |                     |
| 12(а) | 12(а)      | «Flying Fish» «Летающая рыбка»                                                                             | Карл Гринблатт, Уильям Риис | Тим МакКеон, Карл Фаруоло                                                         | 4 марта 2011     | 2,9                 |
| После вдохновляющей речи Мистера Моллюска, Майло определяется со своей мечтой — он хочет пролететь над зоомагазином! Оскар и Би уверены, что это временная прихоть. Но Майло абсолютно серьёзен: он решает поймать птицу, на которой смог бы полетать. |            | |                             |                                                                                   |                  |                     |
| 12(б) | 12(б)      | «Legend of the Earth Troll» «Легенда о земляном тролле»                                                    | Карл Гринблатт, Уильям Риис | Тим МакКеон, Ной Джонс, Йен Васселюк                                              | 8 апреля 2011    | N/A                 |
| Пытаясь объяснить Майло, как важно перерабатывать отходы, Оскар выбирает способ, который точно подействует: он наряжается в «магического чувака» по имени Земляной Тролль. План работает отлично, пока Майло не начинает перегибать палку. |            | |                             |                                                                                   |                  |                     |
| 13 | 13         | «We've Got Fish Spirit» «Мы сильные духом»                                                                 | Карл Гринблатт, Уильям Риис | Меган Маккарти, Диана Лафьятис, Дерек Эваник                                      | 8 июля 2011      | 2,9                 |
| На приёме у школьного психолога Мисс Чмокс Оскар понимает, что его мечты о колледже могут не сбыться из-за того, что он недостаточно времени уделяет факультативным занятиям. Он просит Майло и Би организовать клуб, в который он мог бы вступить. К сожалению, ни один из клубов не привлекает Оскара, и ему приходится записаться в группу поддержки. Из-за несчастного случая команда Клементы не может выступать. Теперь ей нужна хотя бы какая-нибудь группа для участия в соревновании с её давней соперницей Клемендой. Оскар погружается в чирлидерскую жизнь и понимает, как важно быть сильным духом. |            | |                             |                                                                                   |                  |                     |
| 14(а) | 14(а)      | «Two Clams in Love» «Влюбленные ракушки»                                                                   | Карл Гринблатт, Уильям Риис | Карл Гринблатт, Алекс Хирш                                                        | 11 марта 2011    | 3,0                 |
| Любовь Клементы сводит Оскара с ума. Но решение проблемы приходит само: Клемента влюбляется в ноутбук Оскара, принимая его за моллюска. Когда ноутбук разряжается, Клемента расстраивается, что новый друг стал её игнорировать. Наладить ситуацию предстоит Оскару. |            | |                             |                                                                                   |                  |                     |
| 14(б) | 14(б)      | «Peopleing» «В поисках приключений»                                                                        | Максвелл Этомс              | Джастин Ройланд, Максвелл Этомс                                                   | 1 апреля 2011    | 2,3                 |
| Майло вдохновлен рассказом Шефа о ловле людей и хочет поймать хозяина магазина, Биг Блю. На деле же Майло оказывается в кармане Биг Блю, а Би, Оскар и Шеф должны выручить его. |            | |                             |                                                                                   |                  |                     |
| 15(а) | 15(а)      | «Pamela Hamster Returns» «Возвращение Памелы Грызуньи»                                                     | Карл Гринблатт, Уильям Риис | Жаклин Бускарино, Джастин Ройланд, Йен Васселюк                                   | 13 мая 2011      | 2,0                 |
| Памела Грызунья приехала к Майло в Чистую Воду. Тот попросил Оскара и Би не проговориться ей, что он не хомяк, а рыба. Всё пошло наперекосяк, когда другие рыбки узнали, что Майло не только выдавал себя за хомяка и слил воду из аквариумов, но и не устроил обещанную вечеринку. |            | |                             |                                                                                   |                  |                     |
| 15(б) | 15(б)      | «Parasite Fright» «Боязнь паразитов»                                                                       | Максвелл Этомс              | Джастин Ройланд, Алекс Хирш Йен Васселюк                                          | 29 апреля 2011   | 2,2                 |
| Из-за просмотренного фильма ужасов Майло кажется, что преподаватели и ученики заражены рыбными мозговыми паразитами. Он и директор Стиклер решают избавить аквариум от паразитов и спасти своих друзей. |            | |                             |                                                                                   |                  |                     |
| 16(а) | 16(а)      | «Riding in Cars with Fish» «Клёвая поездка»                                                                | Карл Гринблатт, Уильям Риис | Тим МакКеон, Дерек Эваник                                                         | 18 июня 2011     | N/A                 |
| Оскар уверен, что сдаст экзамен по вождению, пока не видит своих инструкторов - Мистера Моллюска и тренера Лосося. Они отвлекают Оскара, пока тот ведёт машину, и теряются. Теперь Оскару предстоит не просто спасти их от кота Уилфреда, но и сделать это безопасно, следуя правилам дорожного движения. |            | |                             |                                                                                   |                  |                     |
| 16(б) | 16(б)      | «Milo's Big Idea» «Майло осенило»                                                                          | Карл Гринблатт, Уильям Риис | Жаклин Бускарино, Нил Граф                                                        | 18 июня 2011     | N/A                 |
| Вдохновлённый любовью к холодным напиткам и ленью, Майло изобретает шапку-холодильник. Его изобретение становится настоящим хитом в школе Чистой Воды. По иронии судьбы, Рэнди Пинчерсон изобретает то же самое, но продажи у него выше. Троице друзей предстоит найти доказательства того, что Рэнди выдаёт идею Майло за свою собственную. |            | |                             |                                                                                   |                  |                     |
| 17(а) | 17(а)      | «Good Morning, Freshwater» «С добрым утром, школа чистой воды!»                                            | Карл Гринблатт, Уильям Риис | Тим МакКеон, Диана Лафьятис                                                       | 2 июля 2011      | N/A                 |
| Оскар надоедает всем со своими утренними новостями, и Би решает помочь ему сделать их интереснее. Она берёт на себя выпуск и уговаривает Оскара взять ее соведущей. В обновлённом шоу под названием «С добрым утром, Школа Чистой Воды!» теперь есть своя музыкальная заставка и несколько рубрик. Но стоит Оскару и Би забыть упомянуть одну важную новость, как жизнь в школе тут же выходит из-под контроля. |            | |                             |                                                                                   |                  |                     |
| 17(б) | 17(б)      | «Diary of a Lost Fish» «Дневник потерянной рыбки»                                                          | Карл Гринблатт, Уильям Риис | Жаклин Бускарино, Йен Васселюк                                                    | 2 июля 2011      | N/A                 |
| Рэнди Пинчерсон крадёт у Би дневник, в котором записаны её самые сокровенные мысли, и обещает отдать его, если Би пойдёт с ним на свидание. Но Рэнди нарушает обещание, заявляя, что собирается прочесть записи перед всеми школьниками. Тогда Би просит Оскара и Майло помочь ей вернуть дневник. |            | |                             |                                                                                   |                  |                     |
| 18(а) | 18(а)      | «Run, Oscar, Run» «Беги, Оскар, беги»                                                                      | Карл Гринблатт, Уильям Риис | Джессика Гао, Блейк Лемонс                                                        | 12 августа 2011  | 3,4                 |
| Оскара должны наградить за идеальную посещаемость, однако по вине друзей он страшно опаздывает в школу и рискует не попасть на церемонию награждения. Но Оскар намерен быть там во что бы то ни стало. |            | |                             |                                                                                   |                  |                     |
| 18(б) | 18(б)      | «Mascotastrophe» «Талисмания величия»                                                                      | Карл Гринблатт, Уильям Риис | Жаклин Бускарино, Джастин Ройланд, Карл Фаруоло                                   | 24 июня 2011     | 3,1                 |
| Ученицы Школы Чистой Воды и гекконы борются за титул чемпиона по баскетболу. Достойную поддержку игрокам обеспечивают Майло и Оскар в костюме талисмана «Воинственных крючков». Но когда друзей разоблачают, гекконы похищают Оскара, а Майло предстоит вызволить его и реабилитироваться перед финальной игрой. |            | |                             |                                                                                   |                  |                     |
| 19(а) | 19(а)      | «Good Times at Pupu Goodtimes» «Аттракцион в парке аттракционов»                                           | Карл Гринблатт, Уильям Риис | Тим МакКеон, Дерек Эваник                                                         | 19 августа 2011  | 3,3                 |
| Класс приехал в парк аттракционов, и у Би, Майло и Оскара свои цели. Би решительно настроена на то, чтобы покататься на амерниканских горках со Стивом Джексоном, Майло с Рэнди Пинчерсоном устроили гонки «мачо», а Оскар объединил свои усилия с Джамбо и Альбертом Глассом, чтобы выиграть «трезубец». |            | |                             |                                                                                   |                  |                     |
| 19(б) | 19(б)      | «Oscar Makes an Impression» «Блестящая пародия»                                                            | Мистер Уорбертон            | Джастин Ройланд, Мистер Уорбертон                                                 | 26 августа 2011  | 3,1                 |
| Впечатление Оскара от «Королевы рыбы Англии» настолько похоже, что даже мистер Моллюск, большой поклонник королевы, не может отличить её от Оскара. Банда идет вместе с уловкой, пока Оскар не будет принят за Королеву свадебной партией и сметен на «свою» королевскую свадьбу. Затем всё перерастает в «битву медленного рэпа» между Майло и Мистером Моллюском, чтобы выиграть руку честного Оскара. |            | |                             |                                                                                   |                  |                     |
| 20(а) | 20(а)      | «Fish Talent Show» «Конкурс рыбьих талантов»                                                               | Карл Гринблатт, Уильям Риис | Тим МакКеон, Карл Гринблатт, Уильям Риис, Блейк Лемонс, Нил Граф                  | 21 октября 2011  | 2,7                 |
| В школе приближается шоу талантов, и Би намерена победить. Однако, когда Клементу ударяют надувные ноги Шелси, они (Клемента и Шелси) ссорются и не хотят вместе участвовать в шоу. Би пытается их померить чтобы спасти шоу. |            | |                             |                                                                                   |                  |                     |
| 20(б) | 20(б)      | «Employee Discount» «Скидка для своих»                                                                     | Карл Гринблатт, Уильям Риис | Меган Маккарти, Диана Лафьятис                                                    | 30 сентября 2011 | 3,3                 |
| Би оставляет на хранение Майло своё платье, а сама уходит по делам. Майло и Оскар не поделили платье и случайно порвали его. Чтобы Би не обиделась, они решают устроиться на работу в магазин одежды чтобы заработать на новое, такое-же платье... |            | |                             |                                                                                   |                  |                     |
| 21 | 21         | «Fish School Musical» «Мюзикл в рыбьей школе»                                                              | Карл Гринблатт, Уильям Риис | Уильям Риис, Карл Гринблатт, Дерек Эваник, Диана Лафьятис, Блейк Лемонс, Нил Граф | 23 сентября 2011 | 2,5                 |
| Пришло время ставить пьесу «Картошка на зиму», и Би нервничает больше всех. Пьеса очень важна для неё, а Джоктопус всё портит. Но как только Би узнает о настоящей мотивации Джоктопуса, она понимает, что мечта есть не только у неё. |            | |                             |                                                                                   |                  |                     |

### Сезон 2 (2011—2013)
| № общий | № В сезоне | Название                                                                                 | Режиссёры                   | Сценаристы | Дата выхода      | Зрители в США (млн) |
| --- | ---------- | ---------------------------------------------------------------------------------------- | --------------------------- | --- | ---------------- | ------------------- |
| 22(а) | 1(а)       | «Bea's Commercial» «Би снимается в рекламе»                                              | Карл Гринблатт, Уильям Риис | Ник Конфалоне, Нил Даседо, Меган Маккарти, Тим МакКеон                                                          | 4 ноября 2011    | 3.3                 |
| Во время кинопроб Би должна продемонстрировать искусство езды на скорпионе. Би объявляет себя экспертом и нахваливает скоростные качества своего скорпиона. Однако первая же попытка управления своенравным насекомым заканчивается полным провалом… |            |                                                                                          |                             | |                  |                     |
| 22(б) | 1(б)       | «Hairanoid» «Волосомания»                                                                | Карл Гринблатт, Уильям Риис | Тим МакКеон, Дерек Эваник                                                                                       | 4 ноября 2011    | 3.3                 |
| Оскар и Майло узнают, что секрет успеха Стива Джексона заключается в его волосах, и тайком пользуются его уникальным гелем для роста волос. Однако когда гель заканчивается, друзьям приходится смириться с тем, как они выглядят на самом деле. |            |                                                                                          |                             | |                  |                     |
| 23(а) | 2(а)       | «Adventures in Fish Sitting» «Приключения нянек»                                         | Карл Гринблатт, Уильям Риис | Диана Лафьятис                                                                                                  | 18 ноября 2011   | 2.8                 |
| По просьбе мисс Чмокс, Би, Оскар и Майло сидят с её рыбо-котом Аттилой, в то время как сама Мисс Чмокс уходит на уроки по керамике. Всё идёт отлично, пока Аттила не начинает ужасно вести себя, а вскоре вообще сбегает… |            |                                                                                          |                             | |                  |                     |
| 23(б) | 2(б)       | «Banned Band» «Подпольная группа»                                                        | Карл Гринблатт, Уильям Риис | Ник Конфалоне, Нил Даседо, Меган Маккарти, Тим МакКеон, Дерек Эваник                                            | 25 ноября 2011   | 2.1                 |
| Когда дирижёр официального духового оркестра Лонни запрещает детям играть на музыкальных инструментах, Майло уходит из оркестра и начинает устраивать собственные импровизированные концерты. Однако Лонни эта самодеятельность приходится не по вкусу, и он вызывает ребят на состязание оркестров, причем победитель должен будет бросить музыку навсегда.                                                                          |            |                                                                                          |                             | |                  |                     |
| 24(а) | 3(а)       | «Halloween Haul» «Грабёж на Хэллоуин»                                                    | Карл Гринблатт, Уильям Риис | Ник Конфалоне, Нил Даседо, Меган Маккарти, Тим МакКеон, Дэрин Магоуэн                                           | 7 октября 2011   | 2.6                 |
| Фрешуотер готовится к Хэллоуину. Сцена уже украшена к празднику ночных страшилок и розыгрышей. Однако друзья опасаются, что Джоктопус – большой любитель крушить и ломать всё вокруг, а при случае и воровать конфеты, испортит им веселье. Поэтому они решают покинуть лагуны и заняться ночными проказами в городе. Когда ребята попадают в магазин домашних животных, начинаются настоящие приключения.                            |            |                                                                                          |                             | |                  |                     |
| 24(б) | 3(б)       | «Milo on the Lam» «Майло в бегах»                                                        | Карл Гринблатт, Уильям Риис | Ник Конфалоне, Нил Даседо, Меган Маккарти, Тим МакКенон, Нил Грэф, Блейк Лемонс                                 | 6 января 2012    | 4.4                 |
| Когда кто-то приклеивает Мистера Балдуина к стулу, он решает, что это сделал Майло, и его отправляют в одиночку, однако сам Майло утверждает что он ничего не делал. Оскар и Би помогают ему сбежать, и теперь друзья пытаются найти настоящего «шутника»… |            |                                                                                          |                             | |                  |                     |
| 25(а) | 4(а)       | «Bea Dates Milo» «Майло встречается с Би»                                                | Карл Гринблатт, Уильям Риис | Ник Конфалоне, Нил Даседо, Меган Маккарти, Диана Лафьятис                                                       | 10 февраля 2012  | 2.2                 |
| Когда Памела Хамстер расстается с Майло, Би приглашает его на прогулку, чтобы взбодрить друга. Однако в результате ряда недоразумений Майло решает, что Би хочет большего, чем быть просто другом. Чтобы окончательно не расстраивать упавшего духом Майло, Би подыгрывает ему, пока тот не назначает ей свидание. |            |                                                                                          |                             | |                  |                     |
| 25(б) | 4(б)       | «Break Up Shake Down» «Любишь кататься, люби и саночки возить»                           | Карл Гринблатт, Уильям Риис | Ник Конфалоне, Нил Даседо, Меган Маккарти, Тим МакКеон, Дерек Эваник                                            | 6 января 2012    | 4.3                 |
| После того, как Джоктопус забывает о годовщине собственной свадьбы, Пираника закатывает скандал и выставляет его вон. Девочки стараются утешить её, а ребята пытаются помочь Джоктопусу, но у них ничего не получается. Нужно как-то воссоединить пару, и для этого есть только одно решение – отправиться в прошлое и изменить этот неудачный день!                                                                                  |            |                                                                                          |                             | |                  |                     |
| 26(а) | 5(а)       | «Oscar's Secret Admirer» «Тайная поклонница Оскара»                                      | Карл Гринблатт, Уильям Риис | Деррик Бахман, Нил Граф, Блейк Лемонс, Йен Васселюк                                                             | 10 февраля 2012  | 2.2                 |
| Оскар буквально прыгает от радости, когда получает признание в любви от тайной поклонницы. Однако Майло понимает, что письмо предназначалось ему, а вовсе не Оскару. Понимая, как расстроится Оскар, когда узнает правду, Майло решает найти другу девушку. |            |                                                                                          |                             | |                  |                     |
| 26(б) | 5(б)       | «Sixteen Clamandles» «До шестнадцати и старше»                                           | Карл Гринблатт, Уильям Риис | Ник Конфалоне, Нил Даседо, Меган Маккарти, Тим МакКеон, Карл Фаруоло                                            | 24 февраля 2012  | 2.2                 |
| Би с ужасом понимает, что сегодня – День рождения Клементы, о котором никто даже не вспомнил. Тогда она решает в качестве сюрприза приготовить в доме Клементы вечеринку. Когда всё уже готово, Майло сообщает, что день рождения у Клементы приходится на совсем другое число. Друзьям нужно как можно быстрее уничтожить следы всех приготовлений, пока Клемента не вернулась домой!                                                |            |                                                                                          |                             | |                  |                     |
| 27(а) | 6(а)       | «Rock Lobster Yeti» «Снежный краб»                                                       | Карл Гринблатт, Уильям Риис | Дерек Эваник, Диана Лафьятис, Тим МакКеон                                                                       | 27 января 2012   | 2.5                 |
| Ребята отправляются в заброшенный кемпинг. Неожиданно из кустов появляется кровожадное чудовище – Снежный краб. Ребята успевают спрятаться в укрытии – все, кроме Майло, который должен забыть свои детские страхи и встретиться лицом к лицу с монстром. |            |                                                                                          |                             | |                  |                     |
| 27(б) | 6(б)       | «Spoiler Alert» «Империя наносит ответный удар»                                          | Карл Гринблатт, Уильям Риис | Ник Конфалоне, Нил Даседо, Меган Маккарти, Тим МакКеон, Дэвид Шеэр, Нил Граф, Блейк Лемонс, Йен Васселюк        | 27 января 2012   | 2.5                 |
| Когда Рэнди не даёт Оскару и друзьям досмотреть долгожданный фильм, ребята решают ответить ему тем же и хотят испортить Рэнди просмотр любимого фильма. |            |                                                                                          |                             | |                  |                     |
| 28(а) | 7(а)       | «Merry Fishmas, Milo» «Счастливого Рыбждества, Майло»                                    | Карл Гринблатт, Уильям Риис | Ник Конфалоне, Нил Даседо, Меган Маккарти, Тим МакКеон, Шерм Коухен, Карл Гринблатт, Кэрсон Кюглер, Уильям Риис | 9 декабря 2011   | N/A                 |
| Канун Рождества. Майло, а также прибывший к нему Санта Рыб украшают его дом. У Оскара выскакивают прыщи и он не выходит из своей комнаты. Тем временем, в преддверии праздника, Би начинает работать в торговом центре в качестве эльфа, помощника Санты (Рэнди). |            |                                                                                          |                             | |                  |                     |
| 28(б) | 7(б)       | «Just One of the Fish» «Парень что надо»                                                 | Карл Гринблатт, Уильям Риис | Ник Конфалоне, Нил Даседо, Меган Маккарти, Тим МакКеон, Йен Васселюк                                            | 20 января 2012   | 2.3                 |
| У Джоктопуса отпадают конечности во время футбольного матча, Би добровольно заменяет защитника, пока его конечности отрастают. Однако тренер Лосось отвергает её, говоря, что она получит травму, но странно знакомый человек по имени Хэнк появляется в качестве нового ученика на следующий день. Затем Би пытается заставить Хэнка раскрыть свою настоящую личность, и в то же время у неё проблемы с игрой в футбол.              |            |                                                                                          |                             | |                  |                     |
| 29(а) | 8(а)       | «Send Me an Angel Fish» «Ниспошли мне ангельскую рыбку»                                  | Карл Гринблатт, Уильям Риис | Ник Конфалоне, Нил Даседо, Меган Маккарти, Тим МакКеон, Максвелл Этомс, Карл Гринблатт, Уильям Риис             | 2 марта 2012     | 2.4                 |
| У Оскара назначена встреча с Анджелой, лидером команды по игре «в споры», против которой ему и его друзьям предстоит играть. Увидев девушку, Оскар по уши влюбляется в неё, и между ними сразу же завязывается оживленная беседа. Однако вскоре Оскар начинает подозревать, что девушка пытается выведать у него информацию, чтобы победить в соревнованиях. Оскар решает, что настало время бросить вызов самоуверенной Анджеле!     |            |                                                                                          |                             | |                  |                     |
| 29(б) | 8(б)       | «Little Fish Sunshine» «Маленькая рыбка Счастье»                                         | Карл Гринблатт, Уильям Риис | Дерек Эваник, Диана Лафьятис                                                                                    | 6 июля 2012      | 2.7                 |
| Би и её подружки хотят принять участие в конкурсе красоты среди самых очаровательных рыбок, чтобы познакомиться с поп-звездой Брэндоном Пузырем. Майло пытается вспомнить всё, что он знает о конкурсах красоты, чтобы помочь Би победить. |            |                                                                                          |                             | |                  |                     |
| 30(а) | 9(а)       | «Bea Sneaks Out» «Би сбегает из дома»                                                    | Карл Гринблатт, Уильям Риис | Ник Конфалоне, Нил Даседо, Меган Маккарти, Тим МакКеон, Дерек Эваник, Диана Лафьятис                            | 11 мая 2012      | 2.5                 |
| Рыбы-хорьки приглашают Би и её подружек на суперклассную вечеринку. Однако родители не пускают её, и Би тайком сбегает из дома. Но, придя на вечеринку, девочки обнаруживают, что хорьки не такие уж классные, как они думали. Когда ситуация начинает совсем выходить из-под контроля, Би зовёт на помощь родителей. |            |                                                                                          |                             | |                  |                     |
| 30(б) | 9(б)       | «Unfinished Doll Business» «Незаконченные кукольные дела»                                | Карл Гринблатт, Уильям Риис | Ник Конфалоне, Нил Даседо, Меган Маккарти, Тим МакКеон, Карл Фаруоло                                            | 11 августа 2012  | N/A                 |
| Однажды, миссис Голдфишберг находит куклу под именем Принцесса Пухлые-Щёчки, с которой Би играла в детстве и отдаёт её ей. Саму Би это не слишком радует, так как для неё эта кукла — кошмар всего детства. Она избавляется от неё, но на следующее утро, она находит её невредимой в своей постели. Она снова избавляется, но она снова возвращается, и Би вместе с Майло и Оскаром начинают считать, что в куклу вселился злой дух… |            |                                                                                          |                             | |                  |                     |
| 31(а) | 10(а)      | «Busy Bea: Rise of the Machines» «Деловая Би: восстание машин»                           | Карл Гринблатт, Уильям Риис | Ник Конфалоне, Нил Даседо, Меган Маккарти, Тим МакКеон, Йен Васселюк                                            | 11 мая 2012      | 2.5                 |
| Би получает травму плавника и искренне считает, что жизнь кончена, так как теперь она не сможет принять участие ни в одном из школьных мероприятий. Рэнди Пинчерсон предлагает ей выход из ситуации, однако в его предложении обнаруживается подвох… |            |                                                                                          |                             | |                  |                     |
| 31(б) | 10(б)      | «Brothers' Day» «День брата»                                                             | Карл Гринблатт, Уильям Риис | Ник Конфалоне, Нил Даседо, Меган Маккарти, Тим МакКеон, Дерек Эваник, Диана Лафьятис                            | 20 июля 2012     | 2.9                 |
| Став свидетелем крупной ссоры между братьями Джо, Майло начинает бояться, что однажды они также поссорятся с Оскаром. Тогда он решает устроить праздник в честь их дружбы. |            |                                                                                          |                             | |                  |                     |
| 32(а) | 11(а)      | «So-fish-ticated» «Как рыба в моде»                                                      | Карл Гринблатт, Уильям Риис | Ник Конфалоне, Нил Даседо, Меган Маккарти, Тим МакКеон, Нил Граф                                                | 1 июня 2012      | 2.42                |
| Би и Майло помогают Оскару выбрать галстук, однако Майло выставляют из магазина за то, что он заляпал мороженым рубашку. Друзья понимают, что Майло просто необходим урок этикета. |            |                                                                                          |                             | |                  |                     |
| 32(б) | 11(б)      | «Milo and Oscar Move In» «Майло и Оскар гостят»                                          | Карл Гринблатт, Уильям Риис | Ник Конфалоне, Нил Даседо, Меган Маккарти, Тим МакКеон, Дерек Эваник, Диана Лафьятис                            | 8 июня 2012      | 3.02                |
| У Майло и Оскара ломается фильтр для очистки воды. Би приглашает их погостить, однако мальчики быстро надоедают ей. Не желая обидеть друзей, Би придумывает изощрённые меры для того, чтобы они съехали сами. |            |                                                                                          |                             | |                  |                     |
| 33(а) | 12(а)      | «All Fins on Deck» «Свистать рыб наверх»                                                 | Карл Гринблатт, Уильям Риис | Дэвид Тейтельбаум, Тим МакКеон                                                                                  | 13 июля 2012     | 3.37                |
| Би и Оскар планирую грандиозный круиз, однако приятное плавание превращается в опасное приключение, когда Майло предлагает друзьям поиграть в пиратов, и корабль попадает в плен к гекконам. |            |                                                                                          |                             | |                  |                     |
| 33(б) | 12(б)      | «Cattlefish, Ho!» «Рыбоковбои, вперед!»                                                  | Карл Гринблатт, Уильям Риис | Ник Конфалоне, Нил Даседо, Меган Маккарти, Тим МакКеон, Блейк Лемонс                                            | 13 июля 2012     | 3.37                |
| Би, Майло и Оскар отправляются на прогулку на каракатице, однако попытка Майло изобразить из себя заправского наездника оказывается неудачной. Из-за поднявшейся суматохи каракатицы в панике выбегают на берег, и Майло приходится продемонстрировать все свое искусство загонщика, чтобы вернуть их обратно. |            |                                                                                          |                             | |                  |                     |
| 34(а) | 13(а)      | «Guys Night Out» «Мальчишник»                                                            | Карл Гринблатт, Уильям Риис | Ник Конфалоне, Нил Даседо, Меган Маккарти, Тим МакКеон, Йен Васселюк                                            | 27 апреля 2012   | 2.67                |
| Оскар и Анджела встречаются уже месяц, и Оскар собирается предложить девушке стать его постоянной возлюбленной. Однако друзья убеждают Оскара в том, что, когда отношения становятся серьёзными, вся жизнь полностью меняется, и уговаривают его погулять последнюю ночку на свободе, прежде чем он погрузится в этот омут. |            |                                                                                          |                             | |                  |                     |
| 34(б) | 13(б)      | «Milo’s Magical Shake» «Волшебный коктейль Майло»                                        | Карл Гринблатт, Уильям Риис | Ник Конфалоне, Нил Даседо, Меган Маккарти, Тим МакКеон, Дерек Эваник, Диана Лафьятис                            | 7 сентября 2012  | 3.03                |
| Майло удаётся раздобыть волшебный молочный коктейль, который никогда не заканчивается и никогда не надоедает. Но когда он даёт коктейлю имя «Эмилией» и начинает проводить большую часть времени, попивая волшебное зелье, Оскару и Би приходится вмешаться. |            |                                                                                          |                             | |                  |                     |
| 35(а) | 14(а)      | «Science Fair Detective Mystery» «Детективная загадка школьной ярмарки научных проектов» | Карл Гринблатт, Уильям Риис | Ник Конфалоне, Нил Даседо, Джо Джонстон                                                                         | 13 апреля 2012   | 3.0                 |
| Когда кто-то похищает научный проект (картофельные часы) Оскара для ярмарки научных проектов, Би и Майло притворяются детективами, и начинают поиски проекта. А сам Оскар решает сделать новый научный проект. |            |                                                                                          |                             | |                  |                     |
| 35(б) | 14(б)      | «Fish at Work» «Рабочие рыбки»                                                           | Карл Гринблатт, Уильям Риис | Ник Конфалоне, Нил Даседо, Меган Маккарти, Тим МакКеон, Блейк Лемонс                                            | 28 сентября 2012 | 2.33                |
| Би получает повышение по службе, однако ее воодушевление быстро проходит, когда выясняется, что первым заданием на новом месте будет уволить одного из сотрудников. Проведя несколько тестов для своих подчиненных, она понимает, что лучшим решением будет перераспределение обязанностей. |            |                                                                                          |                             | |                  |                     |
| 36(а) | 15(а)      | «Fish Lips Sink Ships» «По секрету всему свету»                                          | Карл Гринблатт, Уильям Риис | Ник Конфалоне, Нил Даседо, Меган Маккарти, Тим МакКеон, Дерек Эваник, Диана Лафьятис                            | 26 октября 2012  | 2.37                |
| Майло обнаруживает, что мистер Балдуин тайно влюблён в Мисс Чмокс. Сначала он обещает никому не рассказывать, но потом не выдерживает и раскрывает секрет Би и Оскару. К ужасу Майло, узнав эту новость, Би решает выступить в роли сводницы. |            |                                                                                          |                             | |                  |                     |
| 36(б) | 15(б)      | «Bea's Birthday Surprise» «Сюрприз на день рождения Би»                                  | Карл Гринблатт, Уильям Риис | Максвелл Этомс, Дерек Эваник, Карл Гринблатт, Ной Джонс, Диана Лафьятис, Уильям Риис                            | 9 ноября 2012    | 2.58                |
| Майло снова забыл купить подарок ко Дню рождения Би, а потому даёт обещание сделать ей самый большой подарок в жизни — достать клок волос Брэндона Бабблера. Чтобы сдержать слово, он отправляется вместе с Оскаром, Альбертом и Креветкой Джамбо на поиски Брэндона. |            |                                                                                          |                             | |                  |                     |
| 37(а) | 16(а)      | «Oscar is a Playa» «Оскар-бабник»                                                        | Карл Гринблатт, Уильям Риис | Максвелл Этомс, Карл Гринблатт, Уильям Риис, Йен Васселюк                                                       | 22 июня 2012     | 3.45                |
| После заигрываний Оскара с Эсмарго девушки решают, что Оскар изменяет Анджеле, и разрабатывают специальную операцию, чтобы застать его на месте преступления. Однако когда план приводит к непредсказуемым последствиям, им приходится принимать срочные меры, чтобы спасти отношения Оскара и Анджелы, пока не стало слишком поздно.                                                                                                 |            |                                                                                          |                             | |                  |                     |
| 37(б) | 16(б)      | «Chicks Dig Vampires» «Девчонки без ума от вампиров»                                     | Карл Гринблатт, Уильям Риис | Максвелл Этомс, Нил Граф, Максвелл Атомс, Уильям Риис                                                           | 5 октября 2012   | 2.94                |
| Альберт влюбляется в Эсмарго, и чтобы обратить на себя её внимание, решает жить или действовать, как вампир. Однако он не знает того, что Эсмарго является тайным борцом с вампирами, стремящимся избавить от них весь мир. |            |                                                                                          |                             | |                  |                     |
| 38(а) | 17(а)      | «Get a Yob!» «Найти работу»                                                              | Карл Гринблатт, Уильям Риис | Максвелл Этомс, Карл Гринблатт, Ной Джонс, Уильям Риис, Йен Васселюк                                            | 9 ноября 2012    | 2.58                |
| Майло приходит в голову идея получать бесплатно ланчи, подкладывая в блюда волоски. Однако его хитрость заходит слишком далеко, и буфетчица Латода теряет работу. |            |                                                                                          |                             | |                  |                     |
| 38(б) | 17(б)      | «Spiders Bite» «Пауки кусаются»                                                          | Карл Гринблатт, Уильям Риис | Ник Конфалоне, Нил Даседо, Меган Маккарти, Тим МакКеон, Джо Джонстон                                            | 14 сентября 2012 | 2.43                |
| В аквариуме Майло и Оскара намечается игровой вечер, но когда по соседству поселяется шумная стая пауков, рыбам приходится найти способ успокоить их, прежде чем их вечер будет испорчен. |            |                                                                                          |                             | |                  |                     |
| 39(а) | 18(а)      | «Fuddy Duddy Study Buddy» «Шалтай-Болтай учиться давай»                                  | Карл Гринблатт, Уильям Риис | Ник Конфалоне, Нил Даседо, Меган Маккарти, Тим МакКеон, Дерек Эваник, Диана Лафьятис                            | 30 ноября 2012   | 2.11                |
| Работая вместе над научным проектом, Оскар и Шелси постоянно спорят. Чтобы посмеяться над ними, Майло и Би подсовывают им генетически модифицированное яблоко. |            |                                                                                          |                             | |                  |                     |
| 39(б) | 18(б)      | «Fish Flakes» «Рыбные хлопья»                                                            | Карл Гринблатт, Уильям Риис | Максвелл Этомс, Карл Гринблатт, Ной Джонс, Уильям Риис, Йен Васселюк, Карл Фаруоло                              | 11 января 2013   | 2.88                |
| Майло приходит в отчаяние, когда понимает, что его шансы стать самой крупной рыбой месяца во Фрешуоторе близки к нулю из-за стремительной потери веса. Пытаясь как-то решить этот вопрос, Майло узнает, что не он один испытывает подобные трудности. |            |                                                                                          |                             | |                  |                     |
| 40 | 19         | «Principal Bea» «Директор Би»                                                            | Карл Гринблатт, Уильям Риис | Максвелл Этомс, Карл Гринблатт, Джо Джонстон, Ной Джонс, Уильям Риис                                            | 21 сентября 2012 | 2.46                |
| Когда пропадает Директор Стиклер, его обязанности поручают Би. Однако сестре Фишингтон не нравится её стиль управления, и она пытается заставить Би играть по её правилам. |            |                                                                                          |                             | |                  |                     |
| 41(а) | 20(а)      | «Koi Story» «История Кои»                                                                | Карл Гринблатт, Уильям Риис | Максвелл Этомс, Карл Гринблатт, Ной Джонс, Блейк Лемонс, Уильям Риис                                            | 15 февраля 2013  | 2.88                |
| Желая прославиться, Кои рассказывает подругам байки об опасных приключениях и своих невероятных поступках. Слухи распространяются, и Кои становится популярной. Но когда Пираника уличает Кои во лжи, та должна решить, стоит ли рисковать жизнью ради славы и поддержания репутации авантюристки. |            |                                                                                          |                             | |                  |                     |
| 41(б) | 20(б)      | «Super Extrenme Grandma Games to the Max» «Суперэкстремальный турнир бабушек по полной»  | Карл Гринблатт, Уильям Риис | Ник Конфалоне, Нил Даседо, Меган Маккарти, Тим МакКеон, Нил Граф, Джо Джонстон, Блейк Лемонс, Йен Васселюк      | 18 января 2013   | 2.56                |
| В городе проводится игровой «Турнир бабушек», и Майло приходит поддержать своих друзей-игроков в бинго. Но узнав, что Рэнди нарядился одной из бабушек, он решает во что бы то ни стало поддержать честь команды. |            |                                                                                          |                             | |                  |                     |
| 42 | 21         | «Fish Prom» «Рыбускной бал»                                                              | Карл Гринблатт, Уильям Риис | Максвелл Этомс, Дерек Эваник, Карл Гринблатт, Ной Джонс, Диана Лафьятис, Уильям Риис                            | 17 мая 2013      | 2.41                |
| В старшей школе Фрешуотера наступает время выпускного бала, и друзья намереваются хорошо провести время. Однако планы нарушает навязчивый поклонник Би, от которого она никак не может отделаться. |            |                                                                                          |                             | |                  |                     |
| 43(а) | 22(а)      | «See Bea Ski» «Зима. Лыжи. Би»                                                           | Карл Гринблатт, Уильям Риис | Максвелл Этомс, Дэррик Бахман, Карл Гринблатт, Джозеф Джонстон, Ной Джонс, Крейг Льюис, Уильям Риис             | 26 апреля 2013   | 2.04                |
| Би в первые в жизни отправляется на горнолыжный курорт. Она учится кататься на лыжах и преодолевать препятствия. Тем временем Майло обосновался в домике в горах, где он рассказывает байки своим поклонницам. |            |                                                                                          |                             | |                  |                     |
| 43(б) | 22(б)      | «Night At The Loxbury» «Ночь в Локсбури»                                                 | Карл Гринблатт, Уильям Риис | Максвелл Этомс, Дэррик Бахман, Карл Гринблатт, Уильям Риис, Оди Харрисон                                        | 26 апреля 2013   | 2.04                |
| Майло и его друзья решают превратить старую хоккейную арену в современный танцклуб, куда они приглашают всех лососей из клуба Локсбури. |            |                                                                                          |                             | |                  |                     |

### Сезон 3 (2013—2014)
| № общий | № В сезоне | Название                                                                                 | Режиссёры                                   | Сценаристы | Дата выхода      | Зрители в США (млн) |
| --- | ---------- | ---------------------------------------------------------------------------------------- | ------------------------------------------- | --- | ---------------- | ------------------- |
| 44(а) | 1(а)       | «Milo vs. Milo» «Майло против Майло»                                                     | Карл Гринблатт, Уильям Риис                 | Максвелл Этомс, Дэррик Бахман, Карл Гринблатт, Ной Джонс, Уильям Риис, Нил Граф, Йен Васселюк                                                          | 7 июня 2013      | 2.8                 |
| Майло убежден, что новая программа «Шоу Майло» на телеканале для хомяков – про него, но вдруг выясняет, что ее ведет настоящий тупица. Майло отправляется в Хамсервуд, чтобы защитить честь своего имени. |            |                                                                                          |                                             | |                  |                     |
| 44(б) | 1(б)       | «Everything but the Chicken Sink» «Только бы курица не утонула»                          | Карл Гринблатт, Уильям Риис                 | Максвелл Этомс, Дэррик Бахман, Карл Гринблатт, Ной Джонс, Крэйг Льюис, Уильям Риис, Доминик Бисиньяно                                                  | 7 июня 2013      | 2.8                 |
| Богатый Петух нанимает Би, чтобы та давала уроки плавания его неуклюжей дочери. Однако вскоре Би понимает, что это тот случай, когда легче сказать, чем сделать. |            |                                                                                          |                                             | |                  |                     |
| 45 | 2          | «Labor of Love» «Сила любви»                                                             | Карл Гринблатт, Уильям Риис, Максвелл Этомс | Максвелл Этомс, Дэррик Бахман, Карл Гринблатт, Дерек Эваник, Ной Джонс, Джо Джонстон, Диана Лафьятис, Крейг Льюис, Уильям Риис                         | 20 сентября 2013 | 2.65                |
| Мистер Балдуин хочет сделать предложение Мисс Чмокс, однако она уезжает на лето на остров Флип-Флоп. Но это не проблема: ребята находят предлог, чтобы вслед за ней отправиться в путешествие! |            |                                                                                          |                                             | |                  |                     |
| 46(а) | 3(а)       | «South Pafishic» «Рыбий океан»                                                           | Карл Гринблатт, Уильям Риис                 | Максвелл Этомс, Дэррик Бахман, Доминик Бисигнано, Карл Гринблатт, Ной Джонс, Крейг Льюис                                                               | 26 июля 2013     | 2.63                |
| Фишингтон решает сократить факультет драмы, Би и её друзья решают проникнуть в мозг Фишингтон, чтобы изменить её решение, иначе они потеряют факультет навсегда. |            |                                                                                          |                                             | |                  |                     |
| 46(б) | 3(б)       | «Assignment: Babies» «Домашнее задание - младенцы»                                       | Карл Гринблатт, Уильям Риис                 | Максвелл Этомс, Дэррик Бахман, Карл Гринблатт, Ной Джонс, Крэйг Льюис, Дерек Эваник, Крейг Льюис                                                       | 27 сентября 2013 | 2.08                |
| Устав от обязанностей отца, мистер Балдуин отдает своих детей классу, чтобы они посидели с ними в течение недели. Однако позже, после того как всех их объединили в пару, Оскар и Би быстро понимают, что временное родительство может разлучить их. |            |                                                                                          |                                             | |                  |                     |
| 47(а) | 4(а)       | «Live at the Hamsterwood Bowl» «Живой концерт на стадионе Хамстервуд»                    | Карл Гринблатт, Уильям Риис                 | Максвелл Этомс, Дэррик Бахман, Карл Гринблатт, Ной Джонс, Крэйг Льюис, Тайлер Чен                                                                      | 21 июня 2013     | 2.65                |
| Отношения Оскара с Би под угрозой: Би услышала, как её друг поет вживую… |            |                                                                                          |                                             | |                  |                     |
| 47(б) | 4(б)       | «A Charity Fair to Remember» «Незабываемая благотворительная ярмарка»                    | Карл Гринблатт, Уильям Риис                 | Максвелл Этомс, Дэррик Бахман, Карл Гринблатт, Ной Джонс, Крэйг Льюис, Джо Джонстон                                                                    | 21 июня 2013     | 2.65                |
| Чрезмерное рвение Би создает беспорядок на ежегодной ярмарке. |            |                                                                                          |                                             | |                  |                     |
| 48(а) | 5(а)       | «Unresolved Fishues» «Нерешённые рыб-леммы»                                              | Дерек Эваник, Диана Лафьятис                | Максвелл Этомс, Дэррик Бахман, Карл Гринблатт, Ной Джонс, Крэйг Льюис, Уильям Риис, Йен Васселюк                                                       | 2 августа 2013   | 2.65                |
| Когда Джамбо начинает встречаться с бывшей девушкой Оскара, отношения между ними быстро становятся неловкими, особенно когда попытки Оскара помириться со своей бывшей девушкой терпят обратный эффект. |            |                                                                                          |                                             | |                  |                     |
| 48(б) | 5(б)       | «Hats Amore» «Шляпы Аморе»                                                               | Карл Гринблатт, Уильям Риис                 | Максвелл Этомс, Дэррик Бахман, Карл Гринблатт, Ной Джонс, Крэйг Льюис, Уильям Риис, Нил Граф                                                           | 22 ноября 2013   | 2.02                |
| Мисс Чмокс приводит Балдуина на ипподром, чтобы познакомить его со своими недовольными родителями. Чтобы доказать, что он достаточно мужествен, чтобы жениться на ней, Балдуин принимает участие в скачках. |            |                                                                                          |                                             | |                  |                     |
| 49(а) | 6(а)       | «Bye Bye Bea Bea» «Прощай, прощай, прощай, Би»                                           | Дерек Эваник, Диана Лафьятис                | Максвелл Этомс, Дэррик Бахман, Ник Конфалоне, Нил Даседо, Карл Гринблатт, Ной Джонс, Крэйг Льюис, Меган Маккарти, Тим МакКеон, Уильям Риис             | 5 июля 2013      | 2.01                |
| Отцу Би предлагают новую работу в Фиш Феникс, и, чтобы Би не уехала вместе с ним, ребятам нужно найти для него в Фрешуотере работу получше. |            |                                                                                          |                                             | |                  |                     |
| 49(б) | 6(б)       | «Glass Man Standing» «Возмужалый Альберт Гласс»                                          | Карл Гринблатт, Уильям Риис                 | Максвелл Этомс, Дэррик Бахман, Карл Гринблатт, Джо Джонстон, Ной Джонс, Крэйг Льюис, Уильям Риис                                                       | 5 июля 2013      | 2.01                |
| Наконец-то в голосе Альберта стали появляться низкие нотки. Теперь-то уж все станут воспринимать его как настоящего мужчину! Однако, когда в самый решительный момент голос снова подводит, Альберт понимает, что не голос делает мужчину, а мужчина – голос. |            |                                                                                          |                                             | |                  |                     |
| 50(а) | 7(а)       | «The Brandon Bubble» «Брэндон Баблер»                                                    | Карл Гринблатт, Уильям Риис                 | Максвелл Этомс, Дэррик Бахман, Карл Гринблатт, Ной Джонс, Крэйг Льюис, Уильям Риис, Тайлер Чен                                                         | 1 ноября 2013    | 2.27                |
| Брэндон Пузырь приезжает во Фрешуотер на учёбу. Наконец-то Би сможет вживую увидеть своего кумира. |            |                                                                                          |                                             | |                  |                     |
| 50(б) | 7(б)       | «Jocktopizza» «Джокто-пицца»                                                             | Карл Гринблатт, Уильям Риис                 | Дэррик Бахман, Карл Гринблатт, Ной Джонс, Крэйг Льюис, Уильям Риис                                                                                     | 1 ноября 2013    | 2.27                |
| Джоктопус хочет сделать приятное Джокто-папе, а Джокто-папа просит Джоктопуса приготовить пиццу по особому рецепту. |            |                                                                                          |                                             | |                  |                     |
| 51(а) | 8(а)       | «Algae Day» «День водорослей»                                                            | Дерек Эваник, Диана Лафьятис                | Максвелл Этомс, Дэррик Бахман, Карл Гринблатт, Ной Джонс, Крэйг Льюис, Уильям Риис, Кайл Карроцца, Дерек Эваник, Диана Лафьятис                        | 24 января 2014   | 2.22                |
| Школу отменяют на один день, и Майло хочет повеселиться в снежных водорослях. Однако он расстроен, когда никто не хочет с ним играть, поэтому он идёт веселиться с близнецами Дэном и Энн Чови. |            |                                                                                          |                                             | |                  |                     |
| 51(б) | 8(б)       | «Brothers of a Feather» «Пернатые братья»                                                | Карл Гринблатт, Уильям Риис                 | Максвелл Этомс, Дэррик Бахман, Карл Гринблатт, Ной Джонс, Джо Джонстон, Крэйг Льюис, Уильям Риис                                                       | 7 марта 2014     | 1.85                |
| Майло и Оскара пригласили на птичью вечеринку, однако они заблудились и решили переночевать в птичьем гнезде, а хозяйка, птица-мать без птенцов подумала что это её птенцы. |            |                                                                                          |                                             | |                  |                     |
| 52(а) | 9(а)       | «Hare and Back Again» «Кролик и ещё раз кролик»                                          | Карл Гринблатт, Уильям Риис                 | Максвелл Этомс, Дэррик Бахман, Карл Гринблатт, Крэйг Льюис, Уильям Риис                                                                                | 18 октября 2013  | 2.14                |
| Майло, Оскар, Альберт и Джамбо придумывают игру, в которой они должны защищать права кроликов по всему миру. |            |                                                                                          |                                             | |                  |                     |
| 52(б) | 9(б)       | «Milo's Pony» «Майло и пони»                                                             | Карл Гринблатт, Уильям Риис                 | Максвелл Этомс, Дэррик Бахман, Карл Гринблатт, Ной Джонс, Крэйг Льюис, Уильям Риис, Никки Янг                                                          | 18 октября 2013  | 2.14                |
| Майло заводит дружбу с очаровательной пони-рыбкой, но волнуется, что другие мальчишки его не поймут. |            |                                                                                          |                                             | |                  |                     |
| 53(а) | 10(а)      | «I Have This Friend» «Есть у меня один дружок»                                           | Карл Гринблатт, Уильям Риис                 | Максвелл Этомс, Дэррик Бахман, Карл Гринблатт, Ной Джонс, Крэйг Льюис, Уильям Риис                                                                     | 7 марта 2014     | 1.85                |
| Шеллси говорит, что у неё есть "странный" друг, они пытаются устроить ей свидание с Майклом. Позже выясняется, что странным другом Шеллси на самом деле был Майкл. |            |                                                                                          |                                             | |                  |                     |
| 53(б) | 10(б)      | «Milo in a Cup» «Майло в чашке»                                                          | Карл Гринблатт, Уильям Риис                 | Максвелл Этомс, Дэррик Бахман, Карл Гринблатт, Ной Джонс, Крэйг Льюис, Тайлер Чен                                                                      | 28 февраля 2014  | 2.22                |
| Оскар чувствует себя подавленным и покинутым, Майло даёт ему возможность раскрыть свою личность. |            |                                                                                          |                                             | |                  |                     |
| 54(а) | 11(а)      | «Bea Saves a Tree» «Би спасает дерево»                                                   | Карл Гринблатт, Уильям Риис                 | Максвелл Этомс, Дэррик Бахман, Карл Гринблатт, Ной Джонс, Крэйг Льюис, Уильям Риис, Тайлер Чен, Никки Янг                                              | 24 января 2014   | 2.22                |
| Новый магазин готовится к строительству, и единственное, что мешает, — это пластиковое дерево, которое Би планирует защитить во имя своего детства. Услышав новости о том, кто отвечает за торжественное открытие, она и Шеллси разрабатывают план по спасению дерева и строительству магазина. Вскоре план идет наперекосяк, и им приходится попытаться вернуть дерево. |            |                                                                                          |                                             | |                  |                     |
| 54(б) | 11(б)      | «Freshwater Five-O» «Копы чистой воды»                                                   | Карл Гринблатт, Уильям Риис                 | Максвелл Этомс, Дэррик Бахман, Карл Гринблатт, Ной Джонс, Крэйг Льюис, Уильям Риис, Йен Васселюк                                                       | 9 августа 2013   | 2.88                |
| Майло и Джоктопуса приглашают поучаствовать в настоящем рейде полиции. Друзья убеждены, что теперь они – настоящие копы, и жаждут доказать это на практике. |            |                                                                                          |                                             | |                  |                     |
| 55(а) | 12(а)      | «Fish Taco» «Рыбные лепёшки»                                                             | Карл Гринблатт, Уильям Риис                 | Максвелл Этомс, Дэррик Бахман, Карл Гринблатт, Ной Джонс, Крэйг Льюис, Уильям Риис                                                                     | 28 февраля 2014  | 2.22                |
| Финберли отдаёт лепёшку не тому клиенту и после этого все начинают гнаться за лепёшкой. |            |                                                                                          |                                             | |                  |                     |
| 55(б) | 12(б)      | «Freshwater Lives» «История города чистой воды»                                          | Карл Гринблатт, Уильям Риис                 | Максвелл Этомс, Дэррик Бахман, Карл Гринблатт, Ной Джонс, Крэйг Льюис, Йен Васселюк                                                                    | 21 марта 2014    | 1.78                |
| Майло знакомится с основателем города чистой воды и воодушевляется этой идеей — пока, наконец, не наступает подходящий момент. |            |                                                                                          |                                             | |                  |                     |
| 56 | 13         | «Pool Party Panic» «Паника на вечеринке у бассейна»                                      | Карл Гринблатт, Уильям Риис                 | Максвелл Этомс, Дэррик Бахман, Карл Гринблатт, Ной Джонс, Джо Джонстон, Крэйг Льюис, Уильям Риис                                                       | 23 августа 2013  | 3.23                |
| Однажды Майло просыпается и обнаруживает, что все ученики школы Фрешуотера превратились в людей. Готовясь к вечеринке в бассейне Шелси, Майло пытается понять, что реально, а что – нет, и мучается вопросом, как сохранить свою репутацию короля вечеринок. |            |                                                                                          |                                             | |                  |                     |
| 57 | 14         | «Camp-Camp» «Лагерь-лагерь»                                                              | Дерек Эваник, Диана Лафьятис                | Максвелл Этомс, Дэррик Бахман, Карл Гринблатт, Ной Джонс, Крэйг Льюис, Уильям Риис, Дерек Эваник, Диана Лафьятис                                       | 10 января 2014   | 1.73                |
| Школа вместе с Брэндоном Бабблером отправляется в лагерь, где Би пытается заставить Бабблера встречаться с ней. Тем временем дети пытаются сбежать из лагеря. |            |                                                                                          |                                             | |                  |                     |
| 58(а) | 15(а)      | «Surfing the Interwet» «Переключая каналы»                                               | Карл Гринблатт, Уильям Риис                 | Максвелл Этомс, Дэррик Бахман, Карл Гринблатт, Ной Джонс, Крэйг Льюис, Уильям Риис, Шерм Коэн, Дерек Эваник, Карсон Куглен, Диана Лафьятис, Дэвид Шайр | 21 февраля 2014  | 2.30                |
| Мисс Чмокс в пятницу вечером решила отдохнуть и посмотреть с рыбо-котом Аттилой различные ролики в интернете. |            |                                                                                          |                                             | |                  |                     |
| 58(б) | 15(б)      | «Don't Let the Fish Drive the Party Bus» «Не давай рыбам рулить на автобусной вечеринке» | Карл Гринблатт                              | Максвелл Этомс, Дэррик Бахман, Карл Гринблатт, Ной Джонс, Крэйг Льюис, Уильям Риис                                                                     | 21 февраля 2014  | 2.30                |
| Майло устраивает вечеринку в аквариуме, привязав его к хвосту собаки. Однако позже всё выходит из под контроля… |            |                                                                                          |                                             | |                  |                     |
| 59 | 16         | «The Big Woo» «Вот это ву-у!»                                                            | Карл Гринблатт, Уильям Риис                 | Максвелл Этомс, Дэррик Бахман, Дерек Эваник, Карл Гринблатт, Ной Джонс, Диана Лафьятис, Крэйг Льюис, Уильям Риис                                       | 4 апреля 2014    | 1.91                |
| В Фрешуотере наступает выпускная неделя, и с окончанием школы и бурлящими эмоциями, дружба Би и Оскара подвергается испытанию, когда они решают наконец признаться друг другу в своих чувствах. Тем временем Майло пытается провернуть последнюю шутку над мистером Балдуином перед выпуском.                                                                            |            |                                                                                          |                                             | |                  |                     |